# Joensuu Wolves 2017
Questa voce raccoglie le informazioni riguardanti gli Joensuu Wolves nelle competizioni ufficiali della stagione 2017.

## Naisten II-divisioona 2017

### Stagione regolare
| Porvoo 6 maggio 2017, ore 14:00 1ª giornata | Porvoon Butchers | 14 – 0 | Joensuu Wolves | Myllymäen kenttä |

| Joensuu 20 maggio 2017, ore 13:00 2ª giornata | Joensuu Wolves | 42 – 14 | Helsinki Wolverines II | Mehtimäki |

| Rovaniemi 27 maggio 2017, ore 13:00 3ª giornata | Rovaniemi Nordmen | 7 – 52 | Joensuu Wolves | Susivouti |

| Joensuu 4 giugno 2017, ore 13:00 4ª giornata | Joensuu Wolves | 0 – 12 | Lohja Lionesses | Mehtimäki |

| Kotka 8 luglio 2017, ore 13:00 5ª giornata | Kotka Eagles | 42 – 32 | Joensuu Wolves | Puistolan kenttä |

| Kouvola 13 luglio 2017, ore 18:30 6ª giornata | Kouvola Indians | 26 – 14 | Joensuu Wolves | Kuusankosken urheilupuisto |

| Joensuu 6 agosto 2017, ore 15:00 9ª giornata | Joensuu Wolves | 0 – 70 | Kuopio Steelers | Mehtimäki |

## Statistiche di squadra
| Competizione      | %Vittorie | In casa | In casa | In casa | In casa | In casa | In casa | In trasferta | In trasferta | In trasferta | In trasferta | In trasferta | In trasferta | Totale | Totale | Totale | Totale | Totale | Totale |
| Competizione      | %Vittorie | G       | V       | N       | P       | Pf      | Ps      | G            | V            | N            | P            | Pf           | Ps           | G      | V      | N      | P      | Pf     | Ps     |
| ----------------- | --------- | ------- | ------- | ------- | ------- | ------- | ------- | ------------ | ------------ | ------------ | ------------ | ------------ | ------------ | ------ | ------ | ------ | ------ | ------ | ------ |
| Stagione regolare | .286      | 3       | 1       | 0       | 2       | 42      | 96      | 4            | 2            | 0            | 2            | 98           | 89           | 7      | 2      | 0      | 5      | 140    | 185    |
| Totale            | .286      | 3       | 1       | 0       | 2       | 42      | 96      | 4            | 2            | 0            | 2            | 98           | 89           | 7      | 2      | 0      | 5      | 140    | 185    |